# Departamentul Mougoutsi
Departamentul Mougoutsi este un departament din provincia Nyanga  din Gabon. Reședința sa este orașul Tchibanga.